# Hualcán
El Hualcán (del Quechua Ancashino: wallqa = collar) es una montaña de la Cordillera Blanca en los Andes centrales de Perú, alcanza su mayor cota a los 6125 metros sobre el nivel del mar (20,085 pies). Se encuentra ubicado en la región Áncash haciendo de límite natural entre las provincias de Asunción y Carhuaz.

## Apariencia
La montaña es parte del Macizo Nevado Copa, en la parte central de la Cordillera Blanca. Visto desde el oeste Hualcan tiene la forma de una gran meseta nevada, y desde su lado oriental se presenta como un gran círculo formado por enormes paredes. La montaña tiene dos picos de más de 6.000 m, el Hualcán Oeste (6104 m) y el Hualcán (6125 m), divididos entre sí por una amplia cresta que no es particularmente difícil de escalar. 

## Ascensiones históricas

### Primera Expedición
Alemania: La primera ascensión de la montaña fue en agosto de 1939, y fue llevado por Siegfried Rohrer y Karl Schmid; los dos escaladores alemanes subieron a la cumbre principal a través de la arista sur, y luego cruzaron la cresta de la cumbre de fácil acceso al Hualcan Oeste.

## Amenazas y preparación
El aluvión de Carhuaz de 2010 se generó por el desprendimiento de hielo en la cima oeste del nevado impactando sobre la laguna glaciar denominada 513 que ocasionó un oleaje violento y desbordó la represa. Afectó levemente los poblados de Acopampa, Pariacaca, Hualcán y Obraje en la cuenca del río Chucchun.
En el 2013, debido a la emergencia del 2010, la Unidad de Glaciología de la Autoridad Nacional del Agua (ANA) instaló el primer Sistema de Alerta Temprana en la laguna bajo el nevado para evitar una tragedia mayor en el futuro.